# La Frontière de la haine
Pour plus de détails, voir Fiche technique et Distribution.
La Frontière de la haine (I tre del Colorado) est un western hispano-italien sorti en 1965, réalisé par Amando de Ossorio.

## Synopsis
Les trappeurs le long du fleuve Hudson se rebellent contre leurs employeurs anglais. Victor DeFrois, ayant pris le parti des rebelles, retient Ann prisonnière, tandis que les rebelles cherchent à prendre le contrôle de l'affaire.

## Fiche technique
- Titre français : La Frontière de la haine ou Massacre à Hudson River[1]
- Titre original italien : I tre del Colorado
- Titre original espagnol : Rebeldes en Canada
- Genre : Western spaghetti
- Réalisateur : Amando de Ossorio
- Scénario : Amando de Ossorio
- Production : Coperfilm, Produzioni Europee Associati
- Photographie : Fulvio Testi
- Montage : Enzo Alabiso, Antonio Gimeno
- Musique : Carlo Savina
- Décors : Saverio D'Eugenio
- Maquillage : Benni Satria
- Année de sortie : 1965
- Durée : 80 minutes
- Langue : espagnol, italien
- Pays :  Espagne,  Italie
- Distribution en Italie : P.E.A.
- Date de sortie en salle en France : 12 avril 1967[1]

## Distribution
- George Martin  (VF : Roger Rudel) : Victor DeFrois
- Giulia Rubini : Ann Sullivan
- Luis Marín : Marc
- Diana Lorys : Nina
- Franco Fantasia : Leo Limoux
- Pamela Tudor : Swa , compagne de Limoux
- Raf Baldassarre (sous le pseudo de Ralph Baldwyn) : un rebelle avec Limoux
- Santiago Rivero : James Sullivan
- Mirko Ellis : capitaine Robert Doyle
- Simón Arriaga : Walter
- Rafael Hernández (non crédité) : Gaston
- Guillermo Mendez  (VF : Roger Rudel) : le capitaine Farrell
- Giovanni Petti : Milton, un homme de Sullivan